# Meridiano 149 oeste
El meridiano 149 oeste de Greenwich es una línea de longitud que se extiende desde el Polo Norte atravesando el océano Ártico, América del Norte, el océano Pacífico, el océano Antártico y la Antártida hasta el Polo Sur.
El meridiano 149 oeste forma un gran círculo con el meridiano 31 este.
Comenzando en el Polo Norte y dirigiéndose hacia el Polo Sur, el meridiano 149 oeste pasa a través de:
| Coordenadas                         | País, territorio o mar | Notas                                                       |
| ----------------------------------- | ---------------------- | ----------------------------------------------------------- |
| 90°0′N 149°0′O / 90.000, -149.000   | Océano Ártico          |                                                             |
| 72°29′N 149°0′O / 72.483, -149.000  | Mar de Beaufort        |                                                             |
| 70°26′N 149°0′O / 70.433, -149.000  | Estados Unidos         | Alaska                                                      |
| 59°57′N 149°0′O / 59.950, -149.000  | Océano Pacífico        | Pasa justo al este de la isla de Tahití, Polinesia Francesa |
| 60°0′S 149°0′O / -60.000, -149.000  | Océano Antártico       |                                                             |
| 76°19′S 149°0′O / -76.317, -149.000 | Antártida              | Territorio no reclamado                                     |